# Veerabhadran Ramanathan
Veerabhadran Ramanathan, né le 24 novembre 1944 à Madurai (Tamil Nadu en Inde), est un scientifique indien spécialisé dans la climatologie. Il est professeur de sciences appliquées au Centre des Sciences Atmosphériques de l'Institut d'océanographie Scripps de l'université de Californie à San Diego.
Il a contribué à plusieurs domaines des sciences atmosphériques : développements au modèle de circulation générale, à la chimie de l'atmosphère, et au transfert de rayonnement. Il a participé à des projets importants : à l'Indian Ocean Experiment (INDOEX) et à l'Earth Radiation Budget Satellite. Il est également connu pour sa participation à la recherche sur les aérosols atmosphériques.
Il a reçu plusieurs récompenses (Médaille Buys Ballot en 1995, Médaille Carl-Gustaf Rossby en 2002 et Tyler Prize for Environmental Achievement en 2009) et est un membre adhérent de l'Académie nationale des sciences (États-Unis). 
En 2008, au sujet du réchauffement climatique, il a écrit : « L'effet de gaz à effet de serre sur le réchauffement climatique est, à mon avis, le plus important problème environnemental auquel la Terre fait face aujourd'hui. » (« The effect of greenhouse gases on global warming is, in my opinion, the most important environmental issue facing the world today. »)

## Biographie
Né à Madurai en 1944, il déménage à l'âge de 11 ans à Bangalore. Sa scolarité se fait alors en anglais au lieu du tamoul, sa langue natale. Il obtient un diplôme d'ingénieur à l'université Annamalai et un Master à l'Indian Institute of Science.
En 1970, il arrive aux États-Unis pour étudier l'interférométrie à l'Université d'État de New York à Stony Brook.

## Distinctions
- Médaille Buys Ballot (1995)
- Médaille Carl-Gustaf Rossby (2002)
- Tyler Prize for Environmental Achievement (2009)